# Fita Bayisa
Fita Bayisa (* 15. Dezember 1972 in Oromiyaa) ist ein ehemaliger äthiopischer Langstreckenläufer, der vor allem im 5000-Meter-Lauf erfolgreich war.
International trat er zum ersten Mal bei den Crosslauf-Weltmeisterschaften 1990 in Aix-les-Bains in Erscheinung. Im Langstreckenrennen der Erwachsenen belegte er zwar nur den 88. Rang, wurde im Juniorenrennen aber Dritter. Letzteren Erfolg konnte er im folgenden Jahr in Antwerpen wiederholen.
Im Jahr 1991 konnte er sich erstmals in der Weltspitze etablieren. Bei den Leichtathletik-Weltmeisterschaften in Tokio gewann er über 5000 m in einer Zeit von 13:16,64 min die Silbermedaille hinter dem Kenianer Yobes Ondieki. Wenige Wochen später siegte Bayisa über dieselbe Distanz bei den Afrikaspielen in Kairo in einer Zeit von 13:38,91 min vor Ibrahim Kinuthia und Ondoro Osoro aus Kenia.
Bei den Crosslauf-Weltmeisterschaften 1992 in Boston wurde Bayisa Dritter im Langstreckenrennen. Der größte Erfolg seiner Karriere folgte bei den Olympischen Spielen 1992 in Barcelona. Im 5000-Meter-Lauf gewann er in einer Zeit von 13:13,03 min die Bronzemedaille hinter dem Deutschen Dieter Baumann und Paul Bitok aus Kenia. Außerdem wurde Bayisa im 10.000-Meter-Lauf Neunter. Wenig später rundete er seine erfolgreiche Saison mit einem Sieg über 5000 m beim Leichtathletik-Weltcup in Havanna ab.
Bei den Leichtathletik-Weltmeisterschaften 1993 in Stuttgart startete er wieder über dieselben Strecken wie ein Jahr zuvor bei den Olympischen Spielen. Über 10.000 m zog er wieder in das Finale ein, beendete dort das Rennen jedoch nicht. Im 5000-Meter-Lauf gewann er eine weitere Bronzemedaille. Mit einer Zeit von 13:05,40 min musste er sich lediglich Ismael Kirui aus Kenia und seinem Landsmann Haile Gebrselassie geschlagen geben. Letzteren bezwang Bayisa im selben Jahr bei den Afrikameisterschaften in Durban im 10.000-Meter-Lauf, als er in 27:26,90 min hinter dem Kenianer William Sigei Zweiter wurde.
In den folgenden Jahren gelang es Bayisa nicht mehr ganz, an seine früheren Erfolge anzuknüpfen. Er belegte in seinen Rennen zwar vordere Platzierungen, konnte aber, abgesehen von der Bronzemedaille im 3000-Meter-Lauf bei den Afrikameisterschaften 1998, keine Medaillen mehr gewinnen. Bei den Leichtathletik-Weltmeisterschaften 1995 in Göteborg, 1997 in Paris und 1999 in Sevilla belegte er jeweils über 5000 m die Plätze acht, zehn und sechs, bei den Olympischen Spielen 1996 in Atlanta den zehnten Rang. Zwischendurch machte er bei den Leichtathletik-Hallenweltmeisterschaften 1997 in Paris einen Abstecher auf die 3000-Meter-Distanz und wurde dort Siebter. Einen letzten Achtungserfolg erzielte er bei den Olympischen Spielen 2000 in Sydney, als er im relativ langsamen 5000-Meter-Rennen Vierter in 13:37:03 min wurde.
Fita Bayisa hatte bei einer Körpergröße von 1,73 m ein Wettkampfgewicht von 53 kg. Er ist verheiratet und Vater von fünf Kindern. Im Juli 2009 wurde er von der äthiopischen Polizei festgenommen, nachdem er seine Ehefrau im Streit angeschossen haben soll.

## Bestleistungen
- 1500 m: 3:35,35 min, 10. Juli 1999, Arnhem
- 3000 m: 7:35,32 min, 16. August 1996, Köln
- 5000 m: 13:05,40 min, 16. August 1993, Stuttgart
- 10.000 m: 27:14,26 min, 4. Juli 1992, Oslo